# Le avventure di Robinson Crusoe (serie televisiva)
Le avventure di Robinson Crusoe (Les Aventures de Robinson Crusoë) è una serie televisiva francese per ragazzi. Fu realizzata nel 1964 e trasmessa nello stesso anno in Francia, in Germania (con il titolo Robinson Crusoe) e negli Stati Uniti. Nel 1965 fu trasmessa nel Regno Unito dalla BBC e nello stesso anno arrivò in Italia, dove fu trasmessa sul programma nazionale nell'ambito della TV dei ragazzi.
La serie era basata sul romanzo Robinson Crusoe di Daniel Defoe. Il protagonista era Robert Hoffmann, che interpretava Robinson Crusoe; altri interpreti erano Jacques Bertier (il padre di Robinson) e Fabian Cevallos (Venerdì), mentre la regia era di Jean Sacha. Le riprese vennero effettuate nelle Isole Canarie e in Normandia. Il doppiaggio fu effettuato in inglese, francese, tedesco e italiano. Nella versione italiana, la voce di Robinson Crusoe (che fa anche la narrazione degli eventi) era di Renzo Palmer; il doppiaggio italiano è stato successivamente perduto. La serie venne apprezzata anche per il tema musicale, che per la versione inglese fu ricomposta da Robert Mellin e Gian Piero Reverberi. Le musiche originali per le versioni francese, tedesca e mantenute anche per quella italiana erano state invece composte da Georges Van Parys. Occorre pertanto procurarsi la versione tedesca in DVD per poter gustare completamente la bellezza dell'opera originale.